# Treehouse of Horror II
"Treehouse of Horror II" är det sjunde avsnittet från säsong 3 av Simpsons. Avsnittet sändes på Fox den 31 oktober 1991. Detta är det andra avsnittet i serien Treehouse of Horror. Avsnittet består av tre drömmar av Lisa, Bart och Homer. I den första delen köper en Homer en aphand som ger den som äger den önskningar som sällan blir lyckade. I andra delen har Bart en speciell kraft och förvandlar Homer till en gubben-i-lådan. I den sista delen använder Mr. Burns Homers huvud till att göra en robot.
Avsnittet skrevs av Al Jean, Mike Reiss, Jeff Martin, George Meyer, Sam Simon och John Swartzwelder. Regissör var Jim Reardon. Avsnittet inleds som förra Treehouse of Horror-avsnittet med att Marge varnar tittarna och att öppningssekvensen går igenom en kyrkogård. Detta var det första "Treehouse of Horror II"-avsnittet där personerna bakom avsnittet fick "hemska namn" i sin kredit. Avsnittet fick en Nielsen rating på 12,1 och under veckan hamnade den på plats 31 över mest sedda program. Avsnittet nominerades till två Primetime Emmy Award, för "Outstanding Individual Achievement in Sound Mixing for a Comedy Series or a Special" och Alf Clausen för "Outstanding Music Composition for a Series".

## Handling
Homer tittar på nyheterna om Halloweennatten och äter godis samtidigt som Marge och barnen kommer tillbaka efter att lekt "bus eller godis" och fått en mängd godis. Trots varningar från Marge, att allt godis kommer att ge dem mardrömmar, äter de en mängd godis. Familjen går till slut och lägger sig och Lisa får en mardröm.

### Lisa's Nightmare
Familjen besöker Marocko där Homer köper en aphand som ger fyra önskningar till familjen som äger den. Han får dock en varning från säljaren att den ger otur. Familjen kommer tillbaka till USA och Springfield där Maggie önskar sig en ny napp, något som inte Homer uppskattade. Bart önskar då att familjen ska bli rik och berömd med resultatet att familjen blir rik och berömd, men invånarna i Springfield är trötta på att de är så berömda, så de blir hatade. Lisa önskar då världsfred, något som inträffar, men Kang & Kodos bestämmer då sig för att anfalla då jordens invånare inte kan försvara sig med sin slangbella och sina klubbor. Homer bestämmer sig då för att önska något som inte kan gå fel och önskar en kalkonmacka, med resultatet att kalkonen är torr. Homer tänker först slänga bort aphanden, men ger den sedan till Ned Flanders sedan denne berättat att han själv vill ha en sådan.
Ned önskar då att man ska få bort rymdmonsterna och Moe kommer med en planka med en spik och jagar iväg dem. Flanders blir då hyllad och bestämmer sig för att vara självisk och förvandlar sitt hus till ett slott, vilket gör att Homer ångrar att han gav bort aphanden. Lisa vaknar upp och lägger sig hos Bart efter att han gett henne ett godishalsband. Bart och Lisa somnar tillsammans men Bart får en mardröm.

### Bart's Nightmare
Springfield lever i terror av Bart som har kraften att förvandla dem som inte gör som han vill. Efter att Homer vägrar stänga av en amerikansk fotbollsmatch för att Bart vill se "The Krusty the Clown Show", som sänt i 346 timmar utan avbrott, förvandlar han Homer till fotbollen i den pågående matchen. Homer kommer efter ett tag tillbaka till huset och vill hämnas på Bart, något som Bart upptäcker och då förvandlar honom till en gubbe-i-lådan. Marge tar då med Homer och Bart till Dr. Marvin Monroe som anser att de båda bör tillbringa mera tid tillsammans. De börjar umgås och blir goda vänner, med resultatet att Bart förvandlar Homer till sig själv igen. Bart vaknar då och både Bart och Lisa går och lägger sig hos Homer och Marge där de alla somnar. Homer får då sin mardröm.

### Homer's Nightmare
Mr. Burns avskedar Homer för hans inkompetens och lättja och Homer börjar jobba på kyrkogården som gravgrävare. Burns arbetar under tiden med att tillverka en robot som ska ersätta arbetarna och han och Smithers åker till kyrkogården för att få tag i en människohjärna som en sista komponent. Där upptäcker de Homer som har gått och lagt sig i en öppen grav och tar med honom med tron att är död. Tillbaka i labbet tar de Homers hjärna och placerar den i roboten. Roboten vaknar till liv men är lika lat och inkompetent som Homer brukar vara och han börjar äta donuts. Burns inser att experimentet gått i stöpet och de återställer Homer till sitt ursprungsskick och de upptäcker att han lever. Mr. Burns råkar få robotkroppen över sig i labbet och han krossas. Homer vaknar i sängen och när han går till badrummet upptäcker han att han har två huvuden, det andra är Mr. Burns. Han berättar då att hans kropp skadades och de opererade hans huvud till Homer. Homer inser att detta måste vara en dröm och Mr. Burns berättar att det är det på ett sarkastiskt språk. Därefter kommer en förhandsvisning av nästa avsnitt där Homer fortfarande har två huvuden som inte kommer överens.

## Produktion
"Treehouse of Horror II," är det andra avsnittet av Treehouse of Horror och skrevs av Al Jean, Mike Reiss, Jeff Martin, George Meyer, Sam Simon och John Swartzwelder. Jim Reardon regisserade avsnittet. Avsnittet liknar den första avsnittet från "Treehouse of Horror" där Marge varnar tittarna och öppningsekvensen passerar en kyrkogård. "Treehouse of Horror II"  är det första avsnittet där produktionsmedlemmarna har "skrämmande namn". Idén kom från Al Jean som inspirerades av EC Comics. Jim Reardon fick sitt namn efter sin idol Rondo Hatton. I början av delen med aphanden var det Hank Azaria som bestämde att han skulle tala med arabisk dialekt.
Sam Simon ville att fingrarna skulle visas i en sådan ordning så att så småningom skulle långfingret sticka upp, men det gjordes inte då man var rädd att FOX inte skulle visa avsnittet. Första delen var lite för kort då den var klar så man förlängde skrattet på Kang & Kodos och lade då till att Ned skulle göra om sitt hus. Andra delen är inspirerad av The Twilight Zone och avsnittet "It's a Good Life", samt Twilight Zone: The Movie. Rich har berättat att det inte var lätt att göra det nya utseendet av Snowball. Barts samtal till Moe skrevs av John Swartzwelder. Repliken uppskattades dock inte av Hank Azaria. Enligt George Meyer var det svårt att göra en sekvens när Bart vaknar naturligt. I den tredje delen gjorde animatörerna mer avancerat och gjorde konvexa bilder av Burns och Smithers. Homers robotliknande röst gjordes efter animering.

## Kulturella referenser
I öppningsscenen av episoden medverkar figurer som liknar från dem i Snobben för att gå på bus eller godis. Marges hår liknar Elsa Lanchesters rollfigur i Bride of Frankenstein. Historien om Lisas mardröm innehåller referenser till W.W. Jacobs historia The Monkey's Paw och The New Twilight Zone avsnittet "A Small Talent for War". En sekvens där Homer blir stoppad av tullen liknar en scen i  Midnight Express. Reklamskylten där Homer säger "Get a Mammogram, Man!" är en referens till hans replik "Don't have a cow, man!"
Barts mardröm är en parodi på The Twilight Zone avsnittet "It's a Good Life", ochTwilight Zone: The Movie. Jaspers förvandling till en hund är en referens till 1978 års inspelning av Världsrymden anfaller.
Homers mardröm är baserad på Frankenstein och slutet på The Thing with Two Heads.  När Mr. Burns tar ut Homers hjärna är det en referens till "If I Only Had a Brain" i Trollkarlen från Oz. Även en replik som Mr. Burns säger hänvisar till den.  I Homers mardröm sänds The Tonight Show with Johnny Carson på en TV. När Mr. Burns välkomnar Homer som robot är det en referens till Davy Crockett.

## Mottagande
Avsnittet fick en Nielsen rating på 12 vilket gav 11,14 miljoner hushåll och hamnade under veckan på plats 39 och det mest sedda på FOX under veckan. Bill Gibron på DVD Verdict har givit avsnittet 90 poäng av 100.  Under 2006 hamnade sista delen av avsnittet på plats 8 från IGN över bästa Treehouse of Horror-delar.  Avsnittet nominerades till två Primetime Emmy Award, för "Outstanding Individual Achievement in Sound Mixing for a Comedy Series or a Special" och Alf Clausen för "Outstanding Music Composition for a Series".